# Lettonie aux Jeux olympiques d'hiver de 2002
La Lettonie participe aux Jeux olympiques d'hiver de 2002 à Salt Lake City.

## Athlètes engagés
La Lettonie a envoyé 47 athlètes pour ces Jeux olympiques et sont engagés dans huit sports.